# Adeleana sumatrensis
Adeleana sumatrensis е вид ракообразно от семейство Gecarcinucidae.

## Разпространение
Видът е разпространен в Индонезия (Суматра).